# Homolodromiidae
Famille
Les Homolodromiidae sont une famille de crabes. Elle comprend 24 espèces actuelles et sept fossiles dans sept genres dont cinq fossiles.

## Liste des genres
- Dicranodromia A. Milne-Edwards, 1880
- Homolodromia A. Milne-Edwards, 1880
- †Antarctidromia Förster, Gaździcki & Wrona, 1985
- †Eoprosopon Förster, 1986
- †Palehomola Rathbun, 1926
- †Preclarocarcinus Schweitzer, Feldmann, Ćosović, Ross & Waugh, 2009
- †Rhinodromia Schweitzer, Nyborg, Feldmann & Ross, 2003

## Référence
- Alcock, 1900 : Materials for a carcinological fauna of India. No. 5. The Brachyura Primigenia, or Dromiacea. Journal of the Asiatic Society of Bengal, vol. 68, p. 123–169.

## Sources
- De Grave & al., 2009 : A Classification of Living and Fossil Genera of Decapod Crustaceans. Raffles Bulletin of Zoology Supplement, n. 21, p. 1-109.
- Ng, Guinot & Davie, 2008 : Systema Brachyurorum: Part I. An annotated checklist of extant brachyuran crabs of the world. Raffles Bulletin of Zoology Supplement, n. 17 p. 1–286.